# Journal of Fuel Cell Science and Technology
Journal of Fuel Cell Science and Technology (abrégé en J. Fuel Cell Sci. Technol.) est une revue scientifique trimestrielle à comité de lecture qui publie des articles concernant les piles à combustible.
D'après le Journal Citation Reports, le facteur d'impact de ce journal était de 1,000 en 2009. L'actuel directeur de publication est Nigel M. Sammes (Colorado School of Mines, États-Unis).